# 1994-es önkormányzati választások Nagyatádon
Az 1994-es önkormányzati választásokat december 11-én bonyolították le.
Nagyatád városában a szavazásra jogosultak kevesebb mint fele ment el szavazni. A szavazók hatvan képviselő- és négy polgármesterjelölt közül választhattak.
A képviselő-választásokon a Nagyatádért Egyesület nyerte el a legtöbb képviselői megbízatást – a megszerezhető tizenhét helyből hat lett az övék. Az MSZP és az SZDSZ öt hellyel követte őket, míg a három jobboldali párt (KDNP, MDF, FKGP) összefogása két képviselői szék elfoglalására volt elég. Bejutott még a képviselő-testületbe egy Fideszes és három szervezet nélküli (független) képviselő.
Polgármesterré Ormai Istvánt, a Nagyatádért Egyesület jelöltjét választották meg.

## A választás rendszere
A települési önkormányzati választásokat az országosan megrendezett általános önkormányzati választások részeként tartották meg. A szavazók a helyi képviselők és a településük polgármestere mellett, – településtípustól függően – a területi önkormányzatok, jellemzően a megyei közgyűlések képviselőire is ekkor adhatták le a szavazataikat.
1994 őszén az országgyűlés megváltoztatta az önkormányzatokra vonatkozó választási eljárást. Ennek részeként a 10 ezer főnél népesebb települések választási rendszere is jelentősen módosult.
A települési képviselőket választókerületenként választhatták meg a polgárok. A település méretétől (lakóinak számától) függött a választókerületek, s így a megválasztható képviselők száma is. A képviselők nagyjából háromötöde az egyéni választókerületekben nyerte el a megbízatását, míg kétötödük úgynevezett kompenzációs, azaz kiegyenlítő listán. A listákra közvetlenül nem lehetett szavazni, az úgynevezett töredékszavazatokat rendelték az egyes listákhoz. A töredékszavazatokon azokat a szavazatokat értették, amelyeket az egyéni választókerületekben adtak le, de képviselői helyet nem eredményeztek (nem a győztes jelölt kapta őket). Ezeket a töredékszavazatokat arányosan osztották el a listák között.
1994-től a polgármester személyéről közvetlenül a választópolgárok dönthettek. A polgármester-választás egyfordulós volt, és a legtöbb szavazatot kapó jelölt nyerte el a megbízatást. (1990-ben a választópolgárok közvetlenül még csak a képviselőket választhatták meg, a település polgármesterét pedig a képviselő-testület választotta.)
A választásokon nem volt sem érvényességi, sem eredményességi küszöb, azaz a választási rendszer nem írta elő bizonyos mennyiségű választópolgár részvételét, illetve a győztes jelölt bizonyos minimális támogatottságát – ellentétben az 1990-es választásokkal. (Elvileg tehát az is lehetővé vált, hogy egy tizenötezer fős városban, akár öt-hatszáz – sőt akár öt-hat – választópolgár részvételével dőljön el az önkormányzat összetételének kérdése.)

### Választókerületek
| EVK   | Választó- polgárok | Választó- polgárok | Szavazás helye                          |
| ----- | ------------------ | ------------------ | --------------------------------------- |
| 01    | 229                | 2,3%               | Kivadár, iskola                         |
| 02    | 938                | 9,4%               | Boldvicai Idősek Klubja Rákóczi u. 43.  |
| 03    | 958                | 9,6%               | Babay József Ált. Iskola Petőfi u. 51/A |
| 04    | 1 235              | 12,3%              | Művelődési Ház Baross Gábor u. 2.       |
| 05    | 1 167              | 11,6%              | 2. sz. Általános Iskola Árpád u. 2.     |
| 06    | 1 068              | 10,7%              | Árpád utcai Óvoda (volt Zóka Imre)      |
| 07    | 1 118              | 11,2%              | Kórház (aula) Bajcsy-Zs. u. 1.          |
| 08    | 1 108              | 11,1%              | Gimnázium Dózsa György u. 15.           |
| 09    | 1 120              | 11,2%              | Henézi Óvoda Honvéd u. 76.              |
| 10    | 1 085              | 10,8%              | Kollégium Baross Gábor u. 10.           |
| Össz. | 10 026             |                    |                                         |

A választási reform következtében, Nagyatád városában a képviselő-testület létszáma 17 főre csökkent, a korábbi 19-ről. A szabályok szerint a települési képviselő-testületek létszáma a település lakosságszámához igazodott. Ebben az évben a városnak 14 ezer lakója volt.
A képviselők közül tízet az egyéni választókerületekben választhattak meg a polgárok, míg hét fő a kiegyenlítő listákról nyerte a megbízatását.
A tíz egyéni választókerületből kilencben nagyjából egyenlő számú választópolgár lakott, az egyetlen kivételt a város Kivadár nevű városrésze jelentette, ahol csak negyed-ötödannyi polgár lakott, mint a többi kerületben.
A polgármester-választás tekintetében a város egy választókerületet alkotott, így minden polgár szavazata egyenlő mértékben érvényesülhetett.
A megyei közgyűlési választásokon Nagyatád polgárai a középvárosi, azaz a 10 ezer főnél népesebb települési választókerületbe tartoztak. Ebbe a választókerületbe még három másik Somogy megyei város tartozott (Barcs, Marcali és Siófok). A választókerületen belül a nagyatádi polgárok a választójogosultak bő ötödét tették ki.

## Jelöltállítás
| Szervezet                              | Szervezet                                          | Szervezet                              | Szervezet                              | Polgár- mester- jelölt | Polgár- mester- jelölt | Képviselőjelöltek     | Képviselőjelöltek | Képviselőjelöltek | Képviselőjelöltek | Képviselőjelöltek |
| Szervezet                              | Szervezet                                          | Szervezet                              | Szervezet                              | Polgár- mester- jelölt | Polgár- mester- jelölt | Egyéni jelöltek száma | Kiegyenlitő lista | Kiegyenlitő lista | Kiegyenlitő lista | Kiegyenlitő lista |
|                                        | neve                                               | jellege                                | hatóköre                               | Polgár- mester- jelölt | Polgár- mester- jelölt | Egyéni jelöltek száma | #.                | neve              | típusa            | jelöltek száma    |
| -------------------------------------- | -------------------------------------------------- | -------------------------------------- | -------------------------------------- | ---------------------- | ---------------------- | --------------------- | ----------------- | ----------------- | ----------------- | ----------------- |
|                                        | Nagyatádi Regionális Cigány Érdekvédelmi Szervezet | nemz.                                  | megyei                                 |                        |                        | 1                     | 4.                | NRCÉSZ            | önálló            | 1                 |
|                                        | Magyarországi Szociáldemokrata Párt                | párt                                   | országos                               |                        |                        | 2                     | 7.                | MSZDP             | önálló            | 2                 |
|                                        | Fiatal Demokraták Szövetsége                       | párt                                   | országos                               |                        |                        | 7                     | 2.                | Fidesz            | önálló            | 6                 |
|                                        | Kereszténydemokrata Néppárt                        | párt                                   | országos                               | ✓                      |                        | 9                     | 5.                | KDNP-MDF-FKGP     | közös             | 9                 |
|                                        | Magyar Demokrata Fórum                             | párt                                   | országos                               | ✓                      |                        | 9                     | 5.                | KDNP-MDF-FKGP     | közös             | 9                 |
|                                        | Független Kisgazda-, Földmunkás- és Polgári Párt   | párt                                   | országos                               | ✓                      |                        | 9                     | 5.                | KDNP-MDF-FKGP     | közös             | 9                 |
|                                        | Magyar Szocialista Párt                            | párt                                   | országos                               | ✓                      |                        | 5                     | 1.                | MSZP              | önálló            | 11                |
| 3                                      | Magyar Szocialista Párt                            | párt                                   | országos                               | ✓                      |                        |                       | 1.                | MSZP              | önálló            | 11                |
|                                        | Szabad Demokraták Szövetsége                       | párt                                   | országos                               | ✓                      |                        | 3.                    | SZDSZ             | önálló            | 6                 |                   |
| 4                                      | Szabad Demokraták Szövetsége                       | párt                                   | országos                               | ✓                      |                        | 3.                    | SZDSZ             | önálló            | 6                 |                   |
|                                        | Liberális Polgári Szövetség Vállalkozók Pártja     | párt                                   | országos                               | ✓                      |                        |                       |                   |                   |                   |                   |
|                                        | Nagyatádért Egyesület                              | társ.                                  | helyi                                  | ✓                      | ✓                      | 10                    | 6.                | Nagyatádért       | önálló            | 14                |
|                                        |                                                    |                                        |                                        |                        |                        |                       |                   |                   |                   |                   |
| szervezet nélküli (független) jelöltek | szervezet nélküli (független) jelöltek             | szervezet nélküli (független) jelöltek | szervezet nélküli (független) jelöltek | 1                      | 1                      | 19                    |                   |                   |                   |                   |
| 10 szervezet                           | 10 szervezet                                       | 10 szervezet                           | 10 szervezet                           | 4                      | 4                      | 60                    | 7 lista           | 7 lista           | 7 lista           | 49                |

### Képviselőjelöltek

#### Egyéni jelöltek
|                                        | Egyéni választókerületek | Egyéni választókerületek | Egyéni választókerületek | Egyéni választókerületek | Egyéni választókerületek | Egyéni választókerületek | Egyéni választókerületek | Egyéni választókerületek | Egyéni választókerületek | Egyéni választókerületek | ∑  |
| 01                                     | 02                       | 03                       | 04                       | 05                       | 06                       | 07                       | 08                       | 09                       | 10                       |                          | ∑  |
| -------------------------------------- | ------------------------ | ------------------------ | ------------------------ | ------------------------ | ------------------------ | ------------------------ | ------------------------ | ------------------------ | ------------------------ | ------------------------ | -- |
| ajánlások száma                        | 7                        | 29                       | 29                       | 38                       | 36                       | 33                       | 34                       | 34                       | 34                       | 33                       | –  |
|                                        |                          |                          |                          |                          |                          |                          |                          |                          |                          |                          |    |
| szervezet nélküli (független) jelöltek | 3                        | 3                        | 2                        | 2                        | 2                        | 1                        | 1                        | 1                        | 2                        | 2                        | 19 |
| Szervezetek által állított jelöltek    |                          |                          |                          |                          |                          |                          |                          |                          |                          |                          |    |
| NRCÉSZ                                 |                          |                          |                          |                          |                          |                          |                          |                          |                          |                          | 1  |
| MSZDP                                  |                          |                          |                          |                          |                          |                          |                          |                          |                          |                          | 2  |
| SZDSZ                                  |                          |                          |                          |                          |                          |                          |                          |                          |                          |                          | 4  |
| SZDSZ                                  |                          |                          | 3                        |                          |                          |                          |                          |                          |                          |                          |    |
| MSZP                                   |                          |                          |                          |                          |                          |                          |                          |                          |                          |                          |    |
|                                        |                          |                          | 5                        |                          |                          |                          |                          |                          |                          |                          |    |
| Fidesz                                 |                          |                          |                          |                          |                          |                          |                          |                          |                          |                          | 7  |
| KDNP-MDF-FKGP                          |                          |                          |                          |                          |                          |                          |                          |                          |                          |                          | 9  |
| Nagyatádért                            |                          |                          |                          |                          |                          |                          |                          |                          |                          |                          | 10 |
| Összesen                               | 5                        | 6                        | 7                        | 7                        | 7                        | 6                        | 5                        | 6                        | 6                        | 5                        | 60 |

Az egyéni választókerületekben az ott élő polgárok 3%-ának ajánlását kellett összegyűjteni. Egy választópolgár több jelöltet is ajánlhatott – értelemszerűen egyet viszont csak egyszer. (Ez a típusú, úgynevezett többes ajánlás csak ezen az egy választáson, 1994-ben volt érvényben.)
Az ajánlások gyűjtésére 16 nap állt rendelkezésre.
A jelöltállítási folyamat végeredményeként kereken hatvan jelölt szállhatott versenybe a választópolgárok bizalmáért. Az egyes választókerületekben 5 és 7 között mozgott a jelöltek száma.
Az ajánlások folyamatában bizonyos, hogy legalább háromszáz polgár részt vett. Azt feltételezve, hogy a többes ajánlás lehetőségével csak a polgárok fele élt (és azzal is csak egy esetben), akkor közel ezer választójogosulttal számolhatunk. Ha pedig senki sem élt volna a többes ajánlás lehetőségével, akkor legalább 1871 polgár közreműködésére lett volna szükség, ennyi jelölt állításához.
| EVK-01 | EVK-01                    |
| ------ | ------------------------- |
|        | Keszi László Nagyatádért  |
|        | Kovács Gábor –            |
|        | Magyar Lajosné MSZP-SZDSZ |
|        | Szolga József –           |
|        | Valcsics Andorné –        |

| EVK-02 | EVK-02                         |
| ------ | ------------------------------ |
|        | Baloghné Besenczy Ibolya –     |
|        | Dergez László MSZDP            |
|        | Dán József –                   |
|        | Kiskó Gyuláné Nagyatádért      |
|        | Szentkirályi Antal –           |
|        | Turner Ferdinánd KDNP-MDF-FKGP |

| EVK-03 | EVK-03                          |
| ------ | ------------------------------- |
|        | Bittner Ferenc Nagyatádért      |
|        | Boros Bálint MSZP               |
|        | Klausz Zoltán Fidesz            |
|        | Magyar Károly –                 |
|        | Mayer Károlyné SZDSZ            |
|        | Mohari Jenő –                   |
|        | Nagybocskai Tamás KDNP-MDF-FKGP |

| EVK-04 | EVK-04                     |
| ------ | -------------------------- |
|        | Ágoston Gábor Fidesz       |
|        | Bödi Ferenc –              |
|        | Gregor István –            |
|        | dr. Herr Gyula Nagyatádért |
|        | Horváth István MSZP        |
|        | Kovács Géza KDNP-MDF-FKGP  |
|        | Papp György SZDSZ          |

| EVK-05 | EVK-05                             |
| ------ | ---------------------------------- |
|        | Bakos József MSZDP                 |
|        | Egyed Árpád Nagyatádért            |
|        | Futó Lajos –                       |
|        | dr. Gerencsér György KDNP-MDF-FKGP |
|        | Kovács Ferenc Fidesz               |
|        | Péntek Lajos –                     |
|        | dr. Seffer Tibor MSZP-SZDSZ        |

| EVK-06 | EVK-06                             |
| ------ | ---------------------------------- |
|        | dr. Barbalics István SZDSZ         |
|        | Büttnerné Bódy Ágnes KDNP-MDF-FKGP |
|        | Fisli Zsuzsanna Fidesz             |
|        | Kreisz György MSZP                 |
|        | Mónos József Nagyatádért           |
|        | Tilinger István –                  |

| EVK-07 | EVK-07                                 |
| ------ | -------------------------------------- |
|        | Boros László –                         |
|        | dr. Bóta László Nagyatádért            |
|        | Filó József MSZP                       |
|        | Magyarné Finta Zsuzsanna KDNP-MDF-FKGP |
|        | Sverteczki Andrea Fidesz               |

| EVK-08 | EVK-08                     |
| ------ | -------------------------- |
|        | dr. Frank Ferenc SZDSZ     |
|        | dr. Jaklovics Ferenc MSZP  |
|        | Ormai István Nagyatádért   |
|        | Simon István KDNP-MDF-FKGP |
|        | Varga János Fidesz         |
|        | Varga Vince –              |

| EVK-09 | EVK-09                            |
| ------ | --------------------------------- |
|        | Horváth István –                  |
|        | Ignácz Imréné NRCÉSZ              |
|        | Lovrencsincs Imréné KDNP-MDF-FKGP |
|        | dr. Novák János –                 |
|        | Szikinger Mihály MSZP-SZDSZ       |
|        | Vörös László Nagyatádért          |

| EVK-10 | EVK-10                       |
| ------ | ---------------------------- |
|        | dr. Fábián Csaba Nagyatádért |
|        | Gara István KDNP-MDF-FKGP    |
|        | dr. Ludas László Fidesz      |
|        | Tóth Ferenc –                |
|        | Zavagyil Attila –            |

#### Listák
| Lista   | Lista         | Listvezető       | Jelöltek száma |
| ------- | ------------- | ---------------- | -------------- |
|         | NRCÉSZ        | Ignácz Imréné    | 1              |
|         | MSZDP         | Bakos József     | 2              |
|         | SZDSZ         | dr. Seffer Tibor | 6              |
|         | Fidesz        | Ágoston Gábor    | 6              |
|         | KNDP-MDF-FKDP | Gara István      | 9              |
|         | MSZP          | Rákóczi Attila   | 11             |
|         | Nagyatádért   | Ormai István     | 14             |
| 7 lista | 7 lista       |                  | 49             |

| \| Lista \| Lista \| # \| Jelölt \| EVK \| EVK \| \| ----- \| ------------- \| ------------------------ \| ---------------- \| --- \| --- \| \| \| NRCÉSZ \| 1. \| Ignácz Imréné \| 09 \| \| \| \| MSZDP \| 1. \| Bakos József \| 05 \| \| \| 2. \| MSZDP \| Dergez László \| 02 \| \| \| \| \| Fidesz \| 1. \| Ágoston Gábor \| 04 \| \| \| 2. \| Fidesz \| Klausz Zoltán \| 03 \| \| \| \| 3. \| Fidesz \| Kovács Ferenc \| 05 \| \| \| \| 4. \| Fidesz \| Sverteczki Andrea \| 07 \| \| \| \| 5. \| Fidesz \| Fisli Zsuzsanna \| 06 \| \| \| \| 6. \| Fidesz \| Varga János \| 08 \| \| \| \| \| SZDSZ \| 1. \| dr. Seffer Tibor \| 05 \| \| \| 2. \| SZDSZ \| dr. Frank Ferenc \| 08 \| \| \| \| 3. \| SZDSZ \| Fehér Miklósné \| \| \| \| \| 4. \| SZDSZ \| dr. Barbalics István \| 06 \| \| \| \| 5. \| SZDSZ \| Mayer Károlyné \| 03 \| \| \| \| 6. \| SZDSZ \| Papp György \| 04 \| \| \| \| \| KDNP-MDF-FKGP \| 1. \| Gara István \| 10 \| \| \| 2. \| KDNP-MDF-FKGP \| dr. Gerencsér György \| 05 \| \| \| \| 3. \| KDNP-MDF-FKGP \| Simon István \| 08 \| \| \| \| 4. \| KDNP-MDF-FKGP \| Kovács Géza \| 04 \| \| \| \| 5. \| KDNP-MDF-FKGP \| Büttnerné Bódy Ágnes \| 06 \| \| \| \| 6. \| KDNP-MDF-FKGP \| Nagybocskai Tamás \| 03 \| \| \| \| 7. \| KDNP-MDF-FKGP \| Magyarné Finta Zsuzsanna \| 07 \| \| \| \| 8. \| KDNP-MDF-FKGP \| Turner Ferdinánd \| 02 \| \| \| \| 9. \| KDNP-MDF-FKGP \| Lovrencsincs Imréné \| 09 \| \| \| \| \| MSZP \| 1. \| Rákóczi Attila \| \| \| \| 2. \| MSZP \| dr. Jaklovics Ferenc \| 08 \| \| \| \| 3. \| MSZP \| Horváth Istvánné \| \| \| \| \| 4. \| MSZP \| dr. Novotny Zita \| \| \| \| \| 5. \| MSZP \| Szikinger Mihály \| 09 \| \| \| \| 6. \| MSZP \| Nagyné Huszár Andrea \| \| \| \| \| 7. \| MSZP \| Boros Bálint \| 03 \| \| \| \| 8. \| MSZP \| Karászi Mihály \| \| \| \| \| 9. \| MSZP \| Boros László \| ?[3] \| \| \| \| 10. \| MSZP \| Sasvári Lászlóné \| \| \| \| \| 11. \| MSZP \| Kavas Lajos \| \| \| \| \| \| Nagyatádért \| 1. \| Ormai István \| 08 \| \| \| 2. \| Nagyatádért \| Mónos József \| 06 \| \| \| \| 3. \| Nagyatádért \| Varjas Lajos \| \| \| \| \| 4. \| Nagyatádért \| dr. Bóta László \| 07 \| \| \| \| 5. \| Nagyatádért \| Balogh József \| \| \| \| \| 6. \| Nagyatádért \| Kosaras József \| \| \| \| \| 7. \| Nagyatádért \| Pallai Lászlóné \| \| \| \| \| 8. \| Nagyatádért \| Szakály Gyula \| \| \| \| \| 9. \| Nagyatádért \| Tamás János \| \| \| \| \| 10. \| Nagyatádért \| Nokk Béla \| \| \| \| \| 11. \| Nagyatádért \| Séra József \| \| \| \| \| 12. \| Nagyatádért \| Vörös László \| 09 \| \| \| \| 13. \| Nagyatádért \| Sasvári Tamás \| \| \| \| \| 14. \| Nagyatádért \| ifj. Barics József \| \| \| \| \| \| \| \| \| \| \| |               |                          |                  |     |     |
| - Az aláhúzott név, az adott párt(ok) polgármester-jelöltje is egyben. - A KDNP-MDF-FKGP lista jelöltjeinek a neve mögött található színkód azt a pártot jelöli – amennyiben ez megállapítható – , amelyikhez a jelölt tartozik. |               |                          |                  |     |     |
| Lista | Lista         | #                        | Jelölt           | EVK | EVK |
| | NRCÉSZ        | 1.                       | Ignácz Imréné    | 09  |     |
| | MSZDP         | 1.                       | Bakos József     | 05  |     |
| 2. | MSZDP         | Dergez László            | 02               |     |     |
| | Fidesz        | 1.                       | Ágoston Gábor    | 04  |     |
| 2. | Fidesz        | Klausz Zoltán            | 03               |     |     |
| 3. | Fidesz        | Kovács Ferenc            | 05               |     |     |
| 4. | Fidesz        | Sverteczki Andrea        | 07               |     |     |
| 5. | Fidesz        | Fisli Zsuzsanna          | 06               |     |     |
| 6. | Fidesz        | Varga János              | 08               |     |     |
| | SZDSZ         | 1.                       | dr. Seffer Tibor | 05  |     |
| 2. | SZDSZ         | dr. Frank Ferenc         | 08               |     |     |
| 3. | SZDSZ         | Fehér Miklósné           |                  |     |     |
| 4. | SZDSZ         | dr. Barbalics István     | 06               |     |     |
| 5. | SZDSZ         | Mayer Károlyné           | 03               |     |     |
| 6. | SZDSZ         | Papp György              | 04               |     |     |
| | KDNP-MDF-FKGP | 1.                       | Gara István      | 10  |     |
| 2. | KDNP-MDF-FKGP | dr. Gerencsér György     | 05               |     |     |
| 3. | KDNP-MDF-FKGP | Simon István             | 08               |     |     |
| 4. | KDNP-MDF-FKGP | Kovács Géza              | 04               |     |     |
| 5. | KDNP-MDF-FKGP | Büttnerné Bódy Ágnes     | 06               |     |     |
| 6. | KDNP-MDF-FKGP | Nagybocskai Tamás        | 03               |     |     |
| 7. | KDNP-MDF-FKGP | Magyarné Finta Zsuzsanna | 07               |     |     |
| 8. | KDNP-MDF-FKGP | Turner Ferdinánd         | 02               |     |     |
| 9. | KDNP-MDF-FKGP | Lovrencsincs Imréné      | 09               |     |     |
| | MSZP          | 1.                       | Rákóczi Attila   |     |     |
| 2. | MSZP          | dr. Jaklovics Ferenc     | 08               |     |     |
| 3. | MSZP          | Horváth Istvánné         |                  |     |     |
| 4. | MSZP          | dr. Novotny Zita         |                  |     |     |
| 5. | MSZP          | Szikinger Mihály         | 09               |     |     |
| 6. | MSZP          | Nagyné Huszár Andrea     |                  |     |     |
| 7. | MSZP          | Boros Bálint             | 03               |     |     |
| 8. | MSZP          | Karászi Mihály           |                  |     |     |
| 9. | MSZP          | Boros László             | ?                |     |     |
| 10. | MSZP          | Sasvári Lászlóné         |                  |     |     |
| 11. | MSZP          | Kavas Lajos              |                  |     |     |
| | Nagyatádért   | 1.                       | Ormai István     | 08  |     |
| 2. | Nagyatádért   | Mónos József             | 06               |     |     |
| 3. | Nagyatádért   | Varjas Lajos             |                  |     |     |
| 4. | Nagyatádért   | dr. Bóta László          | 07               |     |     |
| 5. | Nagyatádért   | Balogh József            |                  |     |     |
| 6. | Nagyatádért   | Kosaras József           |                  |     |     |
| 7. | Nagyatádért   | Pallai Lászlóné          |                  |     |     |
| 8. | Nagyatádért   | Szakály Gyula            |                  |     |     |
| 9. | Nagyatádért   | Tamás János              |                  |     |     |
| 10. | Nagyatádért   | Nokk Béla                |                  |     |     |
| 11. | Nagyatádért   | Séra József              |                  |     |     |
| 12. | Nagyatádért   | Vörös László             | 09               |     |     |
| 13. | Nagyatádért   | Sasvári Tamás            |                  |     |     |
| 14. | Nagyatádért   | ifj. Barics József       |                  |     |     |
| |               |                          |                  |     |     |

### Polgármesterjelöltek
A polgármesterjelöltséghez a városban élő választópolgárok 3%-ának az ajánlására volt szükség. Ez 1994-ben 301 ajánlást jelentett.
Négy jelöltnek sikerült ennyi támogatást összegyűjteni.
| dr. Gerencsér György |  | KDNP-MDF-FKGP |        | EVK-05         | 2. hely             | 3. hely (MDF)               | képviselő (MDF)                                                   |  |
| Hubay Sándor         |  | –             | –      | –              | –                   | képviselő (–) polgárm.-jel. | városi főépítész (1984 óta)                                       |  |
| Ormai István         |  | Nagyatádért   | EVK-08 | 1. hely        | 1. hely (Somogyért) | –                           | művelődési ház igazgató (1990 óta) a Nagyatádért Egyesület elnöke |  |
| Rákóczi Attila       |  | MSZP-SZDSZ-VP | –      | 1. hely (MSZP) | 4. hely (MSZP)      | –                           | az MSZP városi elnöke                                             |  |
|                      |  |               |        |                |                     |                             |                                                                   |  |

## A szavazás menete
|                                  |                        |        | jogosultak arányában | szavazók arányában |
| -------------------------------- | ---------------------- | ------ | -------------------- | ------------------ |
| Választójogosult                 | Választójogosult       | 10 030 |                      |                    |
| Szavazó                          | Szavazó                | 4 321  | 43,08%               |                    |
| Távolmaradó                      | Távolmaradó            | 5 709  | 56,92%               |                    |
|                                  |                        |        |                      |                    |
| érvénytelen / hiányzó szavazólap |                        |        |                      |                    |
| képviselő-választás              | képviselő-választás    | 64     | 0,64%                | 1,48%              |
| polgármester-választás           | polgármester-választás | 40     | 0,40%                | 0,93%              |
|                                  |                        |        |                      |                    |

A választásokat 1994. december 11-én, vasárnap bonyolították le. A választópolgárok reggel 6 órától kezdve adhatták le a szavazataikat, egészen a 19 órás urnazárásig.

### Részvétel
Hét polgár közül három ment el szavazni
A tízezer szavazásra jogosult polgárból kevesebb mint négy és fél ezer vett részt a választásokon (43%). Ez az arány jelentősen meghaladta a négy évvel korábbi részvételt (+13%p). 
A polgármester-választáson negyvenen szavaztak érvénytelenül (0,9%), a képviselő-választásokon ennél két tucattal többen (1,5%).  
A részvételi hajlandóság jelentősen eltért a tíz egyéni választókerületek között. A legmagasabb szavazói kedv a 01-es kerületben (Kivadár, 60%), míg a legalacsonyabb a 02-esben volt (Bodvica, 31%).
| Részvételi adatok választókerületi bontásban | Részvételi adatok választókerületi bontásban | Részvételi adatok választókerületi bontásban | Részvételi adatok választókerületi bontásban | Részvételi adatok választókerületi bontásban | Részvételi adatok választókerületi bontásban | Részvételi adatok választókerületi bontásban |
| Egyéni választó- kerület                     | Választó- jogosult                           | Szavazó                                      | Részvétel                                    | Érvényes szavazat                            | Érvénytelen szavazat                         | Érvénytelen szavazat                         |
| -------------------------------------------- | -------------------------------------------- | -------------------------------------------- | -------------------------------------------- | -------------------------------------------- | -------------------------------------------- | -------------------------------------------- |
| 01                                           | 230                                          | 138                                          | 60,00%                                       | 129                                          | 9                                            | 6,52%                                        |
| 02                                           | 938                                          | 287                                          | 30,60%                                       | 281                                          | 6                                            | 2,09%                                        |
| 03                                           | 958                                          | 420                                          | 43,84%                                       | 420                                          | 0                                            | 0,00%                                        |
| 04                                           | 1 235                                        | 541                                          | 43,81%                                       | 536                                          | 5                                            | 0,92%                                        |
| 05                                           | 1 169                                        | 525                                          | 44,91%                                       | 517                                          | 8                                            | 1,52%                                        |
| 06                                           | 1 069                                        | 464                                          | 43,41%                                       | 459                                          | 5                                            | 1,08%                                        |
| 07                                           | 1 118                                        | 577                                          | 51,61%                                       | 566                                          | 11                                           | 1,91%                                        |
| 08                                           | 1 108                                        | 544                                          | 49,10%                                       | 535                                          | 9                                            | 1,65%                                        |
| 09                                           | 1 120                                        | 408                                          | 36,43%                                       | 403                                          | 5                                            | 1,23%                                        |
| 10                                           | 1 085                                        | 417                                          | 38,43%                                       | 411                                          | 6                                            | 1,44%                                        |
| Összesen                                     | 10 030                                       | 4 321                                        | 43,08%                                       | 4 257                                        | 64                                           | 1,48%                                        |

## Eredmények
| Polgármester         | Polgármester | Polgármester | Szervezet                     | Szervezet                     | Képviselő-testület | Képviselő-testület | Képviselő-testület | Képviselő-testület |
| név                  | szavazat     | szavazat     | Szervezet                     | Szervezet                     | szavazat           | szavazat           | képviselő          | képviselő          |
| -------------------- | ------------ | ------------ | ----------------------------- | ----------------------------- | ------------------ | ------------------ | ------------------ | ------------------ |
|                      |              |              |                               |                               |                    |                    |                    |                    |
| Ormai István         | 1 563        | 36,5%        |                               | Nagyatádért                   | 1 072              | 25,2%              | 6                  | 35,3%              |
|                      |              |              |                               |                               |                    |                    |                    |                    |
| Rákóczi Attila       | 783          | 18,3%        |                               | MSZP                          | 904                | 21,2%              | 5                  | 29,4%              |
| Rákóczi Attila       | 783          | 18,3%        | SZDSZ                         |                               | 904                | 21,2%              | 5                  | 29,4%              |
| Rákóczi Attila       | 783          | 18,3%        | VP                            |                               |                    |                    |                    |                    |
|                      |              |              |                               |                               |                    |                    |                    |                    |
| dr. Gerencsér György | 487          | 11,4%        |                               | KDNP                          | 655                | 15,4%              | 2                  | 11,8%              |
| dr. Gerencsér György | 487          | 11,4%        | MDF                           |                               | 655                | 15,4%              | 2                  | 11,8%              |
| dr. Gerencsér György | 487          | 11,4%        | FKGP                          |                               | 655                | 15,4%              | 2                  | 11,8%              |
|                      |              |              |                               |                               |                    |                    |                    |                    |
| Hubay Sándor         | 1 448        | 33,8%        | szervezet nélküli (független) | szervezet nélküli (független) |                    |                    |                    |                    |
|                      |              |              | szervezet nélküli (független) | szervezet nélküli (független) | 1 281              | 30,1%              | 3                  | 17,6%              |
|                      |              |              |                               |                               |                    |                    |                    |                    |
|                      | 4 281        |              | Összesen                      | Összesen                      | 4 257              |                    | 17                 |                    |

A választásokon a legnagyobb sikert a Nagyatádért Egyesület érte el. Elnyerték a képviselői helyek egyharmadát, és Ormai István győzelmével a polgármester tisztséget is. 
Öt fővel jelentékeny súlyra tett szert a képviselő-testületben az MSZP és az SZDSZ. Közös polgármester-jelöltjük, Rákóczi Attila azonban meglepő módon kevesebb szavazatot kapott, mint amennyien a két párt képviselő-jelöltjeire szavaztak.
A legkevésbé elégedettek a jobboldali összefogás pártjai lehettek: a polgármester-választáson az utolsó helyen végzett a jelöltjük, a képviselő-testületbe pedig csupán két jelöltjük jutott be (egy a KDNP, egy pedig az MDF soraiból, így az FKGP-nak nem is lett képviselője a városházán).

### Képviselő-választások
| Szervezet                             | Szervezet                                | Érvényes szavazat | Érvényes szavazat | Képviselő | Képviselő |   |
| ------------------------------------- | ---------------------------------------- | ----------------- | ----------------- | --------- | --------- | - |
|                                       | Nagyatádért                              | 1 072             | 25,2%             | 6         | 35,3%     |   |
|                                       |                                          |                   |                   |           |           |   |
|                                       | MSZP                                     | 543               | 12,8%             | 3         | 17,6%     |   |
|                                       | MSZP-SZDSZ                               | 153               | 3,6%              | 1         | 5,9%      |   |
|                                       | SZDSZ                                    | 208               | 4,9%              | 1         | 5,9%      |   |
| MSZP + SZDSZ                          | MSZP + SZDSZ                             | 904               | 21,2%             | 5         | 29,4%     |   |
|                                       |                                          |                   |                   |           |           |   |
|                                       | KDNP-MDF-FKGP                            | 655               | 15,4%             | 2         | 11,8%     |   |
|                                       | Fidesz                                   | 206               | 4,8%              | 1         | 5,9%      |   |
|                                       | MSZDP                                    | 132               | 3,1%              | 0         |           |   |
|                                       | NRCÉSZ                                   | 7                 | 0,2%              | 0         |           |   |
|                                       |                                          |                   |                   |           |           |   |
|                                       | szervezet nélküli (független) képviselők | 1 281             | 30,1%             | 3         | 17,6%     |   |
| Összesen                              | Összesen                                 | 4 257             |                   | 17        |           |   |
| \| 6 \| 3 \| 1 \| 1 \| 2 \| 1 \| 3 \| |                                          |                   |                   |           |           |   |
| 6                                     | 3                                        | 1                 | 1                 | 2         | 1         | 3 |

| Bővített eredmény táblázat       | Bővített eredmény táblázat               | Bővített eredmény táblázat       | Bővített eredmény táblázat | Bővített eredmény táblázat | Bővített eredmény táblázat | Bővített eredmény táblázat | Bővített eredmény táblázat | Bővített eredmény táblázat | Bővített eredmény táblázat | Bővített eredmény táblázat | Bővített eredmény táblázat | Bővített eredmény táblázat |
| Szervezet                        | Szervezet                                | Egyéni jelöltek száma            |                            | Szavazat                   | Szavazat                   | Szavazat                   | Szavazat                   |                            | Képviselő                  | Képviselő                  | Képviselő                  | Képviselő                  |
| Szervezet                        | Szervezet                                | Egyéni jelöltek száma            | db                         | Jog.%                      | Szav.%                     | Érv.%                      | egyéni                     | listás                     | Össz.                      | %                          |                            |                            |
| -------------------------------- | ---------------------------------------- | -------------------------------- | -------------------------- | -------------------------- | -------------------------- | -------------------------- | -------------------------- | -------------------------- | -------------------------- | -------------------------- | -------------------------- | -------------------------- |
|                                  | Nagyatádért                              | 10                               |                            | 1 072                      | 10,7%                      | 24,8%                      | 25,2%                      |                            | 4                          | 2                          | 6                          | 35,3%                      |
|                                  |                                          |                                  |                            |                            |                            |                            |                            |                            |                            |                            |                            |                            |
|                                  | MSZP                                     | 5                                | 543                        | 5,4%                       | 12,6%                      | 12,8%                      | 2                          | 1                          | 3                          | 17,6%                      |                            |                            |
|                                  | MSZP-SZDSZ                               | 3                                | 153                        | 1,5%                       | 3,5%                       | 3,6%                       | 1                          | 0                          | 1                          | 5,9%                       |                            |                            |
|                                  | SZDSZ                                    | 4                                | 208                        | 2,1%                       | 4,8%                       | 4,9%                       | 0                          | 1                          | 1                          | 5,9%                       |                            |                            |
| MSZP + SZDSZ                     | MSZP + SZDSZ                             | 12                               | 904                        | 15,8%                      | 20,9%                      | 21,2%                      | 3                          | 2                          | 5                          | 29,4%                      |                            |                            |
|                                  |                                          |                                  |                            |                            |                            |                            |                            |                            |                            |                            |                            |                            |
|                                  | KDNP-MDF-FKGP                            | 9                                | 655                        | 6,5%                       | 15,2%                      | 15,4%                      | 0                          | 2                          | 2                          | 11,8%                      |                            |                            |
|                                  | Fidesz                                   | 7                                | 206                        | 2,1%                       | 4,8%                       | 4,8%                       | 0                          | 1                          | 1                          | 5,9%                       |                            |                            |
|                                  | MSZDP                                    | 2                                | 132                        | 1,3%                       | 3,1%                       | 3,1%                       | 0                          | 0                          | 0                          |                            |                            |                            |
|                                  | NRCÉSZ                                   | 1                                | 7                          | 0,1%                       | 0,2%                       | 0,2%                       | 0                          | 0                          | 0                          |                            |                            |                            |
|                                  |                                          |                                  |                            |                            |                            |                            |                            |                            |                            |                            |                            |                            |
|                                  | szervezet nélküli (független) képviselők | 19                               | 1 281                      | 12,8%                      | 29,6%                      | 30,1%                      | 3                          | -                          | 3                          | 17,6%                      |                            |                            |
| Összesen                         | Összesen                                 | 60                               | 4 257                      | 42,4%                      | 98,5%                      | 100%                       | 10                         | 7                          | 17                         |                            |                            |                            |
| érvénytelen / hiányzó szavazólap | érvénytelen / hiányzó szavazólap         | érvénytelen / hiányzó szavazólap | 64                         | 0,6%                       | 1,5%                       |                            |                            |                            |                            |                            |                            |                            |
|                                  |                                          |                                  |                            |                            |                            |                            |                            |                            |                            |                            |                            |                            |
| Szavazó                          | Szavazó                                  | Szavazó                          | 4 321                      | 43,1%                      | 100%                       |                            |                            |                            |                            |                            |                            |                            |
| Távolmaradó                      | Távolmaradó                              | Távolmaradó                      | 5 709                      | 56,9%                      |                            |                            |                            |                            |                            |                            |                            |                            |
|                                  |                                          |                                  |                            |                            |                            |                            |                            |                            |                            |                            |                            |                            |
| Választójogosult                 | Választójogosult                         | Választójogosult                 | 10 030                     | 100%                       |                            |                            |                            |                            |                            |                            |                            |                            |

#### Egyéni választókerületi eredmények
| \| EVK \| Jelölt \| Jelölő szervezet(ek) \| Jelölő szervezet(ek) \| #. \| Szavazat \| Szavazat \| Szavazat \| Szavazat \| \| EVK \| Jelölt \| Jelölő szervezet(ek) \| Jelölő szervezet(ek) \| #. \| db \| jog.% \| szav.% \| Érv.% \| \| --- \| ------------------------ \| -------------------- \| -------------------- \| -- \| -------- \| -------- \| -------- \| -------- \| \| 01 \| Kovács Gábor \| \| – \| 1. \| 61 \| 26,5% \| 44,2% \| 47,3% \| \| 01 \| Szolga József \| \| – \| 2. \| 32 \| 13,9% \| 23,2% \| 24,8% \| \| 01 \| Keszi László \| \| Nagyatádért \| 3. \| 21 \| 9,1% \| 15,2% \| 16,3% \| \| 01 \| Magyar Lajosné \| \| MSZP-SZDSZ \| 4. \| 9 \| 3,9% \| 6,5% \| 7,0% \| \| 01 \| Valcsics Andorné \| \| – \| 5. \| 6 \| 2,6% \| 4,3% \| 4,7% \| \| 02 \| Kiskó Gyuláné \| \| Nagyatádért \| 1. \| 77 \| 8,2% \| 26,8% \| 27,4% \| \| 02 \| Baloghné Besenczy Ibolya \| \| – \| 2. \| 66 \| 7,0% \| 23,0% \| 23,5% \| \| 02 \| Dán József \| \| – \| 3. \| 64 \| 6,8% \| 22,3% \| 22,8% \| \| 02 \| Szentkirályi Antal \| \| – \| 4. \| 33 \| 3,5% \| 11,5% \| 11,7% \| \| 02 \| Turner Ferdinánd \| \| KDNP-MDF-FKGP \| 5. \| 29 \| 3,1% \| 10,1% \| 10,3% \| \| 02 \| Dergez László \| \| MSZDP \| 6. \| 12 \| 1,3% \| 4,2% \| 4,3% \| \| 03 \| Boros Bálint \| \| MSZP \| 1. \| 131 \| 13,7% \| 31,2% \| 31,2% \| \| 03 \| Mohari Jenő \| \| – \| 2. \| 101 \| 10,5% \| 24,0% \| 24,0% \| \| 03 \| Nagybocskai Tamás \| \| KDNP-MDF-FKGP \| 3. \| 67 \| 7,0% \| 16,0% \| 16,0% \| \| 03 \| Mayer Károlyné \| \| SZDSZ \| 4. \| 46 \| 4,8% \| 11,0% \| 11,0% \| \| 03 \| Bittner Ferenc \| \| Nagyatádért \| 5. \| 41 \| 4,3% \| 9,8% \| 9,8% \| \| 03 \| Klausz Zoltán \| \| Fidesz \| 6. \| 23 \| 2,4% \| 5,5% \| 5,5% \| \| 03 \| Magyar Károly \| \| – \| 7. \| 11 \| 1,1% \| 2,6% \| 2,6% \| \| 04 \| Horváth István \| \| MSZP \| 1. \| 138 \| 11,2% \| 25,5% \| 25,7% \| \| 04 \| Herr Gyula \| \| Nagyatádért \| 2. \| 90 \| 7,3% \| 16,6% \| 16,8% \| \| 04 \| Kovács Géza \| \| KDNP-MDF-FKGP \| 3. \| 82 \| 6,6% \| 15,2% \| 15,3% \| \| 04 \| Gregor István \| \| – \| 4. \| 72 \| 5,8% \| 13,3% \| 13,4% \| \| 04 \| Ágoston Gábor \| \| Fidesz \| 5. \| 56 \| 4,5% \| 10,4% \| 10,4% \| \| 04 \| Papp György \| \| SZDSZ \| 6. \| 52 \| 4,2% \| 9,6% \| 9,7% \| \| 04 \| Bődi Ferenc \| \| – \| 7. \| 46 \| 3,7% \| 8,5% \| 8,6% \| \| 05 \| Seffer Tibor \| \| MSZP-SZDSZ \| 1. \| 126 \| 10,8% \| 24,0% \| 24,4% \| \| 05 \| Bakos József \| \| MSZDP \| 2. \| 120 \| 10,3% \| 22,9% \| 23,2% \| \| 05 \| Egyed Árpád \| \| Nagyatádért \| 3. \| 111 \| 9,5% \| 21,1% \| 21,5% \| \| 05 \| Gerencsér György \| \| KDNP-MDF-FKGP \| 4. \| 50 \| 4,3% \| 9,5% \| 9,7% \| \| 05 \| Kovács Ferenc \| \| Fidesz \| 5. \| 45 \| 3,8% \| 8,6% \| 8,7% \| \| 05 \| Futó Lajos \| \| – \| 6. \| 39 \| 3,3% \| 7,4% \| 7,5% \| \| 05 \| Péntek Lajos \| \| – \| 7. \| 26 \| 2,2% \| 5,0% \| 5,0% \| \| 06 \| Tilinger István \| \| – \| 1. \| 176 \| 16,5% \| 37,9% \| 38,3% \| \| 06 \| Mónos József \| \| Nagyatádért \| 2. \| 115 \| 10,8% \| 24,8% \| 25,1% \| \| 06 \| Kreisz György \| \| MSZP \| 3. \| 67 \| 6,3% \| 14,4% \| 14,6% \| \| 06 \| Barbalics István \| \| SZDSZ \| 4. \| 45 \| 4,2% \| 9,7% \| 9,8% \| \| 06 \| Büttnerné Bódy Ágnes \| \| KDNP-MDF-FKGP \| 5. \| 42 \| 3,9% \| 9,1% \| 9,2% \| \| 06 \| Fisli Zsuzsanna \| \| Fidesz \| 6. \| 14 \| 1,3% \| 3,0% \| 3,1% \| \| 07 \| Bóta László \| \| Nagyatádért \| 1. \| 216 \| 19,3% \| 37,4% \| 38,2% \| \| 07 \| Magyarné Finta Zsuzsanna \| \| KDNP-MDF-FKGP \| 2. \| 132 \| 11,8% \| 22,9% \| 23,3% \| \| 07 \| Filó József \| \| MSZP \| 3. \| 130 \| 11,6% \| 22,5% \| 23,0% \| \| 07 \| Boros László \| \| – \| 4. \| 55 \| 4,9% \| 9,5% \| 9,7% \| \| 07 \| Sverteczki Andrea \| \| Fidesz \| 5. \| 33 \| 3,0% \| 5,7% \| 5,8% \| \| 08 \| Ormai István \| \| Nagyatádért \| 1. \| 160 \| 14,4% \| 29,4% \| 29,9% \| \| 08 \| Simon István \| \| KDNP-MDF-FKGP \| 2. \| 123 \| 11,1% \| 22,6% \| 23,0% \| \| 08 \| Varga Vince \| \| – \| 3. \| 98 \| 8,8% \| 18,0% \| 18,3% \| \| 08 \| Jaklovics Ferenc \| \| MSZP \| 4. \| 77 \| 6,9% \| 14,2% \| 14,4% \| \| 08 \| Frank Ferenc \| \| SZDSZ \| 5. \| 65 \| 5,9% \| 11,9% \| 12,1% \| \| 08 \| Varga János \| \| Fidesz \| 6. \| 12 \| 1,1% \| 2,2% \| 2,2% \| \| 09 \| Novák János \| \| – \| 1. \| 257 \| 22,9% \| 63,0% \| 63,8% \| \| 09 \| Vörös László \| \| Nagyatádért \| 2. \| 59 \| 5,3% \| 14,5% \| 14,6% \| \| 09 \| Lovrencsics Imréné \| \| KDNP-MDF-FKGP \| 3. \| 50 \| 4,5% \| 12,3% \| 12,4% \| \| 09 \| Szikinger Mihály \| \| MSZP-SZDSZ \| 4. \| 18 \| 1,6% \| 4,4% \| 4,5% \| \| 09 \| Horváth István \| \| – \| 5. \| 12 \| 1,1% \| 2,9% \| 3,0% \| \| 09 \| Ignácz Imréné \| \| NRCÉSZ \| 6. \| 7 \| 0,6% \| 1,7% \| 1,7% \| \| 10 \| Fábián Csaba \| \| Nagyatádért \| 1. \| 182 \| 16,8% \| 43,6% \| 44,3% \| \| 10 \| Gara István \| \| KDNP-MDF-FKGP \| 2. \| 80 \| 7,4% \| 19,2% \| 19,5% \| \| 10 \| Tóth Ferenc \| \| – \| 3. \| 68 \| 6,3% \| 16,3% \| 16,5% \| \| 10 \| Zavagyil Attila \| \| – \| 4. \| 58 \| 5,3% \| 13,9% \| 14,1% \| \| 10 \| Ludas László \| \| Fidesz \| 5. \| 23 \| 2,1% \| 5,5% \| 5,6% \| \| \| \| \| \| \| \| \| \| \| |                          |                      |                      |    |          |          |          |          |
| EVK | Jelölt                   | Jelölő szervezet(ek) | Jelölő szervezet(ek) | #. | Szavazat | Szavazat | Szavazat | Szavazat |
| EVK | Jelölt                   | Jelölő szervezet(ek) | Jelölő szervezet(ek) | #. | db       | jog.%    | szav.%   | Érv.%    |
| 01 | Kovács Gábor             |                      | –                    | 1. | 61       | 26,5%    | 44,2%    | 47,3%    |
| 01 | Szolga József            |                      | –                    | 2. | 32       | 13,9%    | 23,2%    | 24,8%    |
| 01 | Keszi László             |                      | Nagyatádért          | 3. | 21       | 9,1%     | 15,2%    | 16,3%    |
| 01 | Magyar Lajosné           |                      | MSZP-SZDSZ           | 4. | 9        | 3,9%     | 6,5%     | 7,0%     |
| 01 | Valcsics Andorné         |                      | –                    | 5. | 6        | 2,6%     | 4,3%     | 4,7%     |
| 02 | Kiskó Gyuláné            |                      | Nagyatádért          | 1. | 77       | 8,2%     | 26,8%    | 27,4%    |
| 02 | Baloghné Besenczy Ibolya |                      | –                    | 2. | 66       | 7,0%     | 23,0%    | 23,5%    |
| 02 | Dán József               |                      | –                    | 3. | 64       | 6,8%     | 22,3%    | 22,8%    |
| 02 | Szentkirályi Antal       |                      | –                    | 4. | 33       | 3,5%     | 11,5%    | 11,7%    |
| 02 | Turner Ferdinánd         |                      | KDNP-MDF-FKGP        | 5. | 29       | 3,1%     | 10,1%    | 10,3%    |
| 02 | Dergez László            |                      | MSZDP                | 6. | 12       | 1,3%     | 4,2%     | 4,3%     |
| 03 | Boros Bálint             |                      | MSZP                 | 1. | 131      | 13,7%    | 31,2%    | 31,2%    |
| 03 | Mohari Jenő              |                      | –                    | 2. | 101      | 10,5%    | 24,0%    | 24,0%    |
| 03 | Nagybocskai Tamás        |                      | KDNP-MDF-FKGP        | 3. | 67       | 7,0%     | 16,0%    | 16,0%    |
| 03 | Mayer Károlyné           |                      | SZDSZ                | 4. | 46       | 4,8%     | 11,0%    | 11,0%    |
| 03 | Bittner Ferenc           |                      | Nagyatádért          | 5. | 41       | 4,3%     | 9,8%     | 9,8%     |
| 03 | Klausz Zoltán            |                      | Fidesz               | 6. | 23       | 2,4%     | 5,5%     | 5,5%     |
| 03 | Magyar Károly            |                      | –                    | 7. | 11       | 1,1%     | 2,6%     | 2,6%     |
| 04 | Horváth István           |                      | MSZP                 | 1. | 138      | 11,2%    | 25,5%    | 25,7%    |
| 04 | Herr Gyula               |                      | Nagyatádért          | 2. | 90       | 7,3%     | 16,6%    | 16,8%    |
| 04 | Kovács Géza              |                      | KDNP-MDF-FKGP        | 3. | 82       | 6,6%     | 15,2%    | 15,3%    |
| 04 | Gregor István            |                      | –                    | 4. | 72       | 5,8%     | 13,3%    | 13,4%    |
| 04 | Ágoston Gábor            |                      | Fidesz               | 5. | 56       | 4,5%     | 10,4%    | 10,4%    |
| 04 | Papp György              |                      | SZDSZ                | 6. | 52       | 4,2%     | 9,6%     | 9,7%     |
| 04 | Bődi Ferenc              |                      | –                    | 7. | 46       | 3,7%     | 8,5%     | 8,6%     |
| 05 | Seffer Tibor             |                      | MSZP-SZDSZ           | 1. | 126      | 10,8%    | 24,0%    | 24,4%    |
| 05 | Bakos József             |                      | MSZDP                | 2. | 120      | 10,3%    | 22,9%    | 23,2%    |
| 05 | Egyed Árpád              |                      | Nagyatádért          | 3. | 111      | 9,5%     | 21,1%    | 21,5%    |
| 05 | Gerencsér György         |                      | KDNP-MDF-FKGP        | 4. | 50       | 4,3%     | 9,5%     | 9,7%     |
| 05 | Kovács Ferenc            |                      | Fidesz               | 5. | 45       | 3,8%     | 8,6%     | 8,7%     |
| 05 | Futó Lajos               |                      | –                    | 6. | 39       | 3,3%     | 7,4%     | 7,5%     |
| 05 | Péntek Lajos             |                      | –                    | 7. | 26       | 2,2%     | 5,0%     | 5,0%     |
| 06 | Tilinger István          |                      | –                    | 1. | 176      | 16,5%    | 37,9%    | 38,3%    |
| 06 | Mónos József             |                      | Nagyatádért          | 2. | 115      | 10,8%    | 24,8%    | 25,1%    |
| 06 | Kreisz György            |                      | MSZP                 | 3. | 67       | 6,3%     | 14,4%    | 14,6%    |
| 06 | Barbalics István         |                      | SZDSZ                | 4. | 45       | 4,2%     | 9,7%     | 9,8%     |
| 06 | Büttnerné Bódy Ágnes     |                      | KDNP-MDF-FKGP        | 5. | 42       | 3,9%     | 9,1%     | 9,2%     |
| 06 | Fisli Zsuzsanna          |                      | Fidesz               | 6. | 14       | 1,3%     | 3,0%     | 3,1%     |
| 07 | Bóta László              |                      | Nagyatádért          | 1. | 216      | 19,3%    | 37,4%    | 38,2%    |
| 07 | Magyarné Finta Zsuzsanna |                      | KDNP-MDF-FKGP        | 2. | 132      | 11,8%    | 22,9%    | 23,3%    |
| 07 | Filó József              |                      | MSZP                 | 3. | 130      | 11,6%    | 22,5%    | 23,0%    |
| 07 | Boros László             |                      | –                    | 4. | 55       | 4,9%     | 9,5%     | 9,7%     |
| 07 | Sverteczki Andrea        |                      | Fidesz               | 5. | 33       | 3,0%     | 5,7%     | 5,8%     |
| 08 | Ormai István             |                      | Nagyatádért          | 1. | 160      | 14,4%    | 29,4%    | 29,9%    |
| 08 | Simon István             |                      | KDNP-MDF-FKGP        | 2. | 123      | 11,1%    | 22,6%    | 23,0%    |
| 08 | Varga Vince              |                      | –                    | 3. | 98       | 8,8%     | 18,0%    | 18,3%    |
| 08 | Jaklovics Ferenc         |                      | MSZP                 | 4. | 77       | 6,9%     | 14,2%    | 14,4%    |
| 08 | Frank Ferenc             |                      | SZDSZ                | 5. | 65       | 5,9%     | 11,9%    | 12,1%    |
| 08 | Varga János              |                      | Fidesz               | 6. | 12       | 1,1%     | 2,2%     | 2,2%     |
| 09 | Novák János              |                      | –                    | 1. | 257      | 22,9%    | 63,0%    | 63,8%    |
| 09 | Vörös László             |                      | Nagyatádért          | 2. | 59       | 5,3%     | 14,5%    | 14,6%    |
| 09 | Lovrencsics Imréné       |                      | KDNP-MDF-FKGP        | 3. | 50       | 4,5%     | 12,3%    | 12,4%    |
| 09 | Szikinger Mihály         |                      | MSZP-SZDSZ           | 4. | 18       | 1,6%     | 4,4%     | 4,5%     |
| 09 | Horváth István           |                      | –                    | 5. | 12       | 1,1%     | 2,9%     | 3,0%     |
| 09 | Ignácz Imréné            |                      | NRCÉSZ               | 6. | 7        | 0,6%     | 1,7%     | 1,7%     |
| 10 | Fábián Csaba             |                      | Nagyatádért          | 1. | 182      | 16,8%    | 43,6%    | 44,3%    |
| 10 | Gara István              |                      | KDNP-MDF-FKGP        | 2. | 80       | 7,4%     | 19,2%    | 19,5%    |
| 10 | Tóth Ferenc              |                      | –                    | 3. | 68       | 6,3%     | 16,3%    | 16,5%    |
| 10 | Zavagyil Attila          |                      | –                    | 4. | 58       | 5,3%     | 13,9%    | 14,1%    |
| 10 | Ludas László             |                      | Fidesz               | 5. | 23       | 2,1%     | 5,5%     | 5,6%     |
| |                          |                      |                      |    |          |          |          |          |

| EVK              | Megválasztott képviselő | Megválasztott képviselő | Megválasztott képviselő | Szavazat | Szavazat | Szavazat | Szavazat | Előny a 2. előtt (%p) |
| EVK              | név                     | szervezet(ek)           | szervezet(ek)           | db       | Jog.%    | Szav.%   | Érv.%    | Előny a 2. előtt (%p) |
| ---------------- | ----------------------- | ----------------------- | ----------------------- | -------- | -------- | -------- | -------- | --------------------- |
| 01               | Kovács Gábor            |                         | –                       | 61       | 26,5%    | 44,2%    | 47,3%    | 22,5                  |
| 02               | Kiskó Gyuláné           |                         | Nagyatádért             | 77       | 8,2%     | 26,8%    | 27,4%    | 3,9                   |
| 03               | Boros Bálint            |                         | MSZP                    | 131      | 13,7%    | 31,2%    | 31,2%    | 7,1                   |
| 04               | Horváth István          |                         | MSZP                    | 138      | 11,2%    | 25,5%    | 25,7%    | 9,0                   |
| 05               | Seffer Tibor            |                         | MSZP-SZDSZ              | 126      | 10,8%    | 24,0%    | 24,4%    | 1,2                   |
| 06               | Tilinger István         |                         | –                       | 176      | 16,5%    | 37,9%    | 38,3%    | 13,3                  |
| 07               | Bóta László             |                         | Nagyatádért             | 216      | 19,3%    | 37,4%    | 38,2%    | 14,8                  |
| 08               | Ormai István            |                         | Nagyatádért             | 160      | 14,4%    | 29,4%    | 29,9%    | 6,9                   |
| 09               | Novák János             |                         | –                       | 257      | 22,9%    | 63,0%    | 63,8%    | 49,1                  |
| 10               | Fábián Csaba            |                         | Nagyatádért             | 182      | 16,8%    | 43,6%    | 44,3%    | 24,8                  |
| Összesen / átlag | Összesen / átlag        | Összesen / átlag        | Összesen / átlag        | 1 524    | 15,2%    | 35,3%    | 35,8%    |                       |

#### Listás eredmények
| Lista | Lista         | Töredék szavazat | Képviselő |
| ----- | ------------- | ---------------- | --------- |
|       | KDNP-MDF-FKGP | 655              | 2         |
|       | Nagyatádért   | 437              | 2         |
|       | MSZP          | 287              | 1         |
|       | SZDSZ         | 221              | 1         |
|       | Fidesz        | 206              | 1         |
|       | MSZDP         | 132              | 0         |
|       | NRCÉSZ        | 7                | 0         |
|       |               |                  |           |

A kiegyenlítő (kompenzációs) listák között azokat a szavazatokat osztották szét, amelyeket olyan jelöltek kaptak, akik nem nyertek, s így ezek a szavazatok nem eredményezek képviselői megbízatást.
Az így nyert töredékszavazatok a listát állító szervezetek között arányosan osztották el. (A szervezet nélkül, függetlenként induló jelöltek szavazatai ebben a folyamatban nem játszottak szerepet.)
A KDNP, az MDF és az FKGP közös egyéni jelöltjei mögött közös kiegyenlítő lista szerepelt, így az egyéniben fönnmaradt voksokat ide számították be. Az MSZP és az SZDSZ három választókerületben is közös jelöltet állított, viszont listát külön-külön állítottak, így a közös jelöltek után járó töredékszavazatot – egyenlő mértékben – a két lista között osztották szét.

#### A megválasztott képviselők
| EVK       | 01              | 02            | 03           | 04             | 05           |
| --------- | --------------- | ------------- | ------------ | -------------- | ------------ |
| Képviselő | Kovács Gábor    | Kiskó Gyuláné | Boros Bálint | Horváth István | Seffer Tibor |
| Szervezet |                 |               |              |                |              |
| –         | Nagyatádért     | MSZP          | MSZP         | MSZP- SZDSZ    |              |
|           |                 |               |              |                |              |
| EVK       | 06              | 07            | 08           | 09             | 10           |
| Képviselő | Tilinger István | Bóta László   | Ormai István | Novák János    | Fábián Csaba |
| Szervezet |                 |               |              |                |              |
| –         | Nagyatádért     | Nagyatádért   | –            | Nagyatádért    |              |
|           |                 |               |              |                |              |

| Szervezet        | Szervezet     | Képviselő      | Képviselő      |
| ---------------- | ------------- | -------------- | -------------- |
|                  | KDNP-MDF-FKGP | Gara István    |                |
| Gerencsér György | KDNP-MDF-FKGP |                |                |
|                  | Nagyatádért   | Mónos József   | Mónos József   |
| Varjas Lajos     | Nagyatádért   |                |                |
|                  | MSZP          | Rákóczi Attila | Rákóczi Attila |
|                  | SZDSZ         | Frank Ferenc   | Frank Ferenc   |
|                  | Fidesz        | Ágoston Gábor  | Ágoston Gábor  |
|                  |               |                |                |

### Polgármester-választás
| Jelölt                                                                                   | Szervezet     | Szervezet     | Szavazat | Szavazat |
| ---------------------------------------------------------------------------------------- | ------------- | ------------- | -------- | -------- |
| Ormai István                                                                             |               | Nagyatádért   | 1 563    | 36.5%    |
| Hubay Sándor                                                                             |               | –             | 1 448    | 33.8%    |
| Rákóczi Attila                                                                           |               | MSZP-SZDSZ-VP | 783      | 18.3%    |
| dr. Gerencsér György                                                                     |               | KDNP-MDF-FKGP | 487      | 11.4%    |
| Összesen                                                                                 | Összesen      | Összesen      | 4 281    |          |
| \| Ormai István \| \| Rákóczi A. \| \| \| \| \| \| \| \| \| Hubay Sándor. \| \| G.Gy. \| |               |               |          |          |
| Ormai István                                                                             |               | Rákóczi A.    |          |          |
|                                                                                          |               |               |          |          |
|                                                                                          | Hubay Sándor. |               | G.Gy.    |          |

A polgármester-választás szoros eredményt hozott. Az országos pártok jelöltjei igen kevés támogatót tudhattak magukénak: a két jelöltjük összesen sem szerezte meg a választók egyharmadának a bizalmát. A jobboldali közös jelölt, az MDF-es Gerencsér György kevesebb mint félezer szavazatot kapott, ami alig több mint tíz százalékos eredménynek felelt meg, míg a balliberális jelölt, a szocialista Rákóczi Attila, ennél háromszázzal több voksot gyűjtött össze, de ez sem volt elég a húsz százalék eléréséhez. 
A verseny végső soron Hubay Sándor és Ormai István között dőlt el. Érdekesség, hogy négy évvel korábban Hubay már ringbe szállt a polgármesteri székért, amiről akkor még nem közvetlenül a választók, hanem a képviselő-testület döntött. Ám ahogy akkor is, most is szoros versenyben ugyan, de alulmaradt. Ormai István, a Nagyatádért Egyesület jelöltje több mint másfél ezer voksot kapott és összesítésben 115 szavazattal, bő két és fél százalékkal előzte meg versenytársát.
| Bővített polgármester-választási eredménytábla | Bővített polgármester-választási eredménytábla | Bővített polgármester-választási eredménytábla | Bővített polgármester-választási eredménytábla | Bővített polgármester-választási eredménytábla | Bővített polgármester-választási eredménytábla | Bővített polgármester-választási eredménytábla |
| Jelölt | Szervezet                                      | Szervezet                                      | Szavazat                                       | Szavazat                                       | Szavazat                                       | Szavazat                                       |
| Jelölt | Szervezet                                      | Szervezet                                      | db                                             | Jog.%                                          | Szav.%                                         | Érv.%                                          |
| --- | ---------------------------------------------- | ---------------------------------------------- | ---------------------------------------------- | ---------------------------------------------- | ---------------------------------------------- | ---------------------------------------------- |
| Ormai István |                                                | Nagyatádért                                    | 1 563                                          | 15,6%                                          | 36,2%                                          | 36,5%                                          |
| Hubay Sándor |                                                | –                                              | 1 448                                          | 14,4%                                          | 33,5%                                          | 33,8%                                          |
| Rákóczi Attila |                                                | MSZP-SZDSZ-VP                                  | 783                                            | 7,8%                                           | 18,1%                                          | 18,3%                                          |
| dr. Gerencsér György |                                                | KDNP-MDF-FKGP                                  | 487                                            | 4,9%                                           | 11,3%                                          | 11,4%                                          |
| Összesen | Összesen                                       | Összesen                                       | 4 281                                          | 42,7%                                          | 99,1%                                          | 100%                                           |
| érvénytelen / hiányzó szavazólap | érvénytelen / hiányzó szavazólap               | érvénytelen / hiányzó szavazólap               | 40                                             | 0,4%                                           | 0,9%                                           |                                                |
| |                                                |                                                |                                                |                                                |                                                |                                                |
| Szavazó | Szavazó                                        | Szavazó                                        | 4 321                                          | 43,1%                                          | 100%                                           |                                                |
| Távolmaradó | Távolmaradó                                    | Távolmaradó                                    | 5 709                                          | 56,9%                                          |                                                |                                                |
| |                                                |                                                |                                                |                                                |                                                |                                                |
| Választójogosult | Választójogosult                               | Választójogosult                               | 10 030                                         | 100%                                           |                                                |                                                |
| |                                                |                                                |                                                |                                                |                                                |                                                |
| \| Polgármester-választás \| Polgármester-választás \| Polgármester-választás \| Polgármester-választás \| Polgármester-választás \| \| ---------------------- \| ---------------------- \| ---------------------- \| ---------------------- \| ---------------------- \| \| Jelöltek \| \| \| szavazat \| \| \| Ormai István \| Ormai István \| \| 1 563 \| 1 563 \| \| Hubay Sándor \| Hubay Sándor \| \| 1 448 \| 1 448 \| \| Rákóczi Attila \| Rákóczi Attila \| \| 783 \| 783 \| \| dr. Gerencsér György \| dr. Gerencsér György \| \| 487 \| 487 \| \| érvénytelen \| érvénytelen \| \| 40 \| 40 \| \| távolmaradó \| távolmaradó \| \| 5 709 \| 5 709 \| \| \| \| \| \| \| |                                                |                                                |                                                |                                                |                                                |                                                |
| Polgármester-választás |                                                |                                                |                                                |                                                |                                                |                                                |
| Jelöltek |                                                |                                                | szavazat                                       |                                                |                                                |                                                |
| Ormai István | Ormai István                                   |                                                | 1 563                                          | 1 563                                          |                                                |                                                |
| Hubay Sándor | Hubay Sándor                                   |                                                | 1 448                                          | 1 448                                          |                                                |                                                |
| Rákóczi Attila | Rákóczi Attila                                 |                                                | 783                                            | 783                                            |                                                |                                                |
| dr. Gerencsér György | dr. Gerencsér György                           |                                                | 487                                            | 487                                            |                                                |                                                |
| érvénytelen | érvénytelen                                    |                                                | 40                                             | 40                                             |                                                |                                                |
| távolmaradó | távolmaradó                                    |                                                | 5 709                                          | 5 709                                          |                                                |                                                |
| |                                                |                                                |                                                |                                                |                                                |                                                |

A Somogyi Hírlap a választás másnapján megszólaltatta a megválasztott polgármestert: »Köszönöm a választópolgárok bizalmát, amit személyem és a Nagyatádért Egyesület irányában kinyilvánítottak. Most is csak azt tudom mondani és ígérni, hogy a programjainkban leírtak szerint dolgozunk, együtt a nagyatádi emberekkel és érdekükért. [...] Holnap már a hétköznapok kemény munkája kezdődik, de én ezt a munkát vállaltam. Dolgozni szegődtem. Együttműködöm mindenkivel, aki Nagyatádért, az itt élőkért akar tenni. Az újonnan megválasztott testülettel konszenzusra törekszem, hogy kijelöljük azt az irányt, ami a város fejlődését, érdekeit meghatározza.«

## A megválasztott önkormányzat
| Képviselő        | Szervezet | Szervezet     |
| ---------------- | --------- | ------------- |
| Ágoston Gábor    |           | Fidesz        |
| Boros Bálint     |           | MSZP          |
| Bóta László      |           | Nagyatádért   |
| Fábián Csaba     |           | Nagyatádért   |
| Frank Ferenc     |           | SZDSZ         |
| Gara István      |           | KDNP-MDF-FKGP |
| Gerencsér György |           | KDNP-MDF-FKGP |
| Horváth István   |           | MSZP          |
| Kiskó Gyuláné    |           | Nagyatádért   |
| Kovács Gábor     |           | –             |
| Mónos József     |           | Nagyatádért   |
| Novák János      |           | –             |
| Ormai István     |           | Nagyatádért   |
| Rákóczi Attila   |           | MSZP          |
| Seffer Tibor     |           | MSZP-SZDSZ    |
| Tilinger István  |           | –             |
| Varjas Lajos     |           | Nagyatádért   |
|                  |           |               |

| Polgármester                             | Polgármester | Polgármester | Polgármester | Polgármester | Polgármester | Polgármester | Polgármester | Polgármester | Polgármester |
| ---------------------------------------- | ------------ | ------------ | ------------ | ------------ | ------------ | ------------ | ------------ | ------------ | ------------ |
| Ormai István                             |              | Nagyatádért  | Nagyatádért  | Nagyatádért  | Nagyatádért  | Nagyatádért  | Nagyatádért  | Nagyatádért  | Nagyatádért  |
|                                          |              |              |              |              |              |              |              |              |              |
| Képviselő-testület                       |              |              |              |              |              |              |              |              |              |
| Szervezet                                | Képviselő    | Képviselő    | Képviselő    | Képviselő    | Képviselő    | Képviselő    | Képviselő    | Képviselő    | Képviselő    |
| Nagyatádért                              |              |              |              |              |              |              |              | 6            | 35,3%        |
| MSZP + SZDSZ                             |              |              |              |              |              |              |              | 5            | 29,4%        |
| KDNP-MDF-FKGP                            |              |              |              |              |              |              |              | 2            | 11,8%        |
| Fidesz                                   |              |              |              |              |              |              |              | 1            | 5,9%         |
| szervezet nélküli (független) képviselők |              |              |              |              |              |              |              | 3            | 17,6%        |
| Összesen                                 |              |              |              |              |              |              |              | 17           |              |
|                                          |              |              |              |              |              |              |              |              |              |

A megválasztott önkormányzatban a Nagyatádért Egyesület súlya volt a legmeghatározóbb, hat képviselői helyhez jutottak és a polgármesteri tisztséget is a jelöltjük nyerte el. Az MSZP három, az SZDSZ kettő, a KDNP, az MDF és a Fidesz pedig egy-egy képviselővel bírt a testületben és rajtuk kívül három szervezeti támogatás nélküli, független képviselő ülhetett a város asztalához.

## Megyei közgyűlés
(A források adta lehetőségek nem teszik lehetővé a megyei közgyűlési választások Nagyatádra vonatkozó részének tételes bemutatását, elemzését – mivel csak a középvárosi választókerület egészére állnak rendelkezésre adatok, az egyes városokra nem.)

### Megyei listák
A középvárosi választókerületben nyolc listát állítottak.
| Fidesz | Fidesz             | Fidesz   | Fidesz |
| --- | ------------------ | -------- | ------ |
| |                    |          |        |
| #. | Jelölt             | Város    |        |
| 1. | dr. Balázs Árpád   | Siófok   |        |
| 2. | Ágoston Gábor      | Nagyatád |        |
| 3. | Nagy Bernadett     | Marcali  |        |
| 4. | Szalai Balázs Imre | Barcs    |        |
| 5. | Rajcsányi Péter    | Siófok   |        |
| \| További jelöltek \| További jelöltek \| További jelöltek \| \| ---------------- \| ----------------- \| ---------------- \| \| 6. \| Kovács Ferenc \| Nagyatád \| \| 7. \| Vári József \| Marcali \| \| 8. \| dr. Fábián Károly \| Siófok \| \| 9. \| dr. Ludas László \| Nagyatád \| \| 10. \| Hódos Árpád \| Marcali \| \| 11. \| Damásdi Miklós \| Kaposvár \| |                    |          |        |
| További jelöltek |                    |          |        |
| 6. | Kovács Ferenc      | Nagyatád |        |
| 7. | Vári József        | Marcali  |        |
| 8. | dr. Fábián Károly  | Siófok   |        |
| 9. | dr. Ludas László   | Nagyatád |        |
| 10. | Hódos Árpád        | Marcali  |        |
| 11. | Damásdi Miklós     | Kaposvár |        |

| Somogyért | Somogyért           | Somogyért | Somogyért |
| --- | ------------------- | --------- | --------- |
| |                     |           |           |
| #. | Jelölt              | Város     |           |
| 1. | Ormai István        | Nagyatád  |           |
| 2. | Juhász János        | Siófok    |           |
| 3. | Halász Miklós       | Barcs     |           |
| 4. | Orosz Lajos         | Marcali   |           |
| 5. | Szigeti János       | Siófok    |           |
| \| További jelöltek \| További jelöltek \| További jelöltek \| \| ---------------- \| ------------------- \| ---------------- \| \| 6. \| dr. Fodor János \| Siófok \| \| 7. \| Gergó Sándorné \| Nagyatád \| \| 8. \| Gyarmati László \| Siófok \| \| 9. \| ifj. dr. Herr Gyula \| Nagyatád \| \| 10. \| Kálmán László \| Marcali \| \| 11. \| Kovács István \| Barcs \| \| 12. \| Mónos József \| Nagyatád \| \| 13. \| Simon Zoltán \| Marcali \| \| 14. \| Szegedi Tibor \| Barcs \| \| 15. \| Turjányi József \| Siófok \| \| 16. \| dr. Vámos István \| Barcs \| \| 17. \| Várkonyi Gábor \| Barcs \| |                     |           |           |
| További jelöltek |                     |           |           |
| 6. | dr. Fodor János     | Siófok    |           |
| 7. | Gergó Sándorné      | Nagyatád  |           |
| 8. | Gyarmati László     | Siófok    |           |
| 9. | ifj. dr. Herr Gyula | Nagyatád  |           |
| 10. | Kálmán László       | Marcali   |           |
| 11. | Kovács István       | Barcs     |           |
| 12. | Mónos József        | Nagyatád  |           |
| 13. | Simon Zoltán        | Marcali   |           |
| 14. | Szegedi Tibor       | Barcs     |           |
| 15. | Turjányi József     | Siófok    |           |
| 16. | dr. Vámos István    | Barcs     |           |
| 17. | Várkonyi Gábor      | Barcs     |           |

| SZDSZ | SZDSZ              | SZDSZ    | SZDSZ |
| --- | ------------------ | -------- | ----- |
| |                    |          |       |
| #. | Jelölt             | Város    |       |
| 1. | dr. Tóth Ákos      | Siófok   |       |
| 2. | Vincze János       | Siófok   |       |
| 3. | dr. Seffer Tibor   | Nagyatád |       |
| 4. | Boldizsár Péter    | Siófok   |       |
| 5. | Vértes György      | Barcs    |       |
| \| További jelöltek \| További jelöltek \| További jelöltek \| \| ---------------- \| ------------------ \| ---------------- \| \| 6. \| dr. Varga Attila \| Kaposvár \| \| 7. \| dr. Takács Norbert \| Kaposvár \| |                    |          |       |
| További jelöltek |                    |          |       |
| 6. | dr. Varga Attila   | Kaposvár |       |
| 7. | dr. Takács Norbert | Kaposvár |       |

| FKGP | FKGP              | FKGP       | FKGP |
| ---- | ----------------- | ---------- | ---- |
|      |                   |            |      |
| #.   | Jelölt            | Település  |      |
| 1.   | dr. Bozsik József | Siófok     |      |
| 2.   | Mikola Vilmos     | Ötvöskónyi |      |
| 3.   | Vida Endre        | Marcali    |      |
| 4.   | Páti Erzsébet     | Barcs      |      |
| 5.   | Botka József      | Siófok     |      |
|      |                   |            |      |

| KDNP | KDNP               | KDNP     | KDNP |
| --- | ------------------ | -------- | ---- |
| |                    |          |      |
| #. | Jelölt             | Város    |      |
| 1. | dr. Bizderi Ilona  | Kaposvár |      |
| 2. | Ressné Szíki Éva   | Marcali  |      |
| 3. | Gara István        | Nagyatád |      |
| 4. | dr. Hatvani Miklós | Siófok   |      |
| 5. | Kovács Géza        | Nagyatád |      |
| \| További jelöltek \| További jelöltek \| További jelöltek \| \| ---------------- \| ------------------ \| ---------------- \| \| 6. \| dr. Gyócsi János \| Kaposvár \| \| 7. \| dr. Ozsváth Ferenc \| Kaposvár \| |                    |          |      |
| További jelöltek |                    |          |      |
| 6. | dr. Gyócsi János   | Kaposvár |      |
| 7. | dr. Ozsváth Ferenc | Kaposvár |      |

| Munkáspárt | Munkáspárt         | Munkáspárt | Munkáspárt |
| --- | ------------------ | ---------- | ---------- |
| |                    |            |            |
| #. | Jelölt             | Település  |            |
| 1. | Komlós János       | Barcs      |            |
| 2. | Fenyvesi János     | Siófok     |            |
| 3. | Palotás Lajos      | Marcali    |            |
| 4. | Lempel István      | Szulok     |            |
| 5. | dr. Tóth Sándor    | Siófok     |            |
| \| További jelöltek \| További jelöltek \| További jelöltek \| \| ---------------- \| ------------------ \| ---------------- \| \| 6. \| Tatai Ferenc \| Barcs \| \| 7. \| Czifrák István \| Barcs \| \| 8. \| Fehér József János \| Kaposvár \| |                    |            |            |
| További jelöltek |                    |            |            |
| 6. | Tatai Ferenc       | Barcs      |            |
| 7. | Czifrák István     | Barcs      |            |
| 8. | Fehér József János | Kaposvár   |            |

| MSZP | MSZP                 | MSZP      | MSZP |
| --- | -------------------- | --------- | ---- |
| |                      |           |      |
| #. | Jelölt               | Település |      |
| 1. | dr. Sütő László      | Marcali   |      |
| 2. | Somogyi Gyula        | Siófok    |      |
| 3. | Feigli Ferenc        | Barcs     |      |
| 4. | Rákóczi Attila       | Nagyatád  |      |
| 5. | dr. Kovács Miklós    | Siófok    |      |
| \| További jelöltek \| További jelöltek \| További jelöltek \| \| ---------------- \| -------------------- \| ---------------- \| \| 6. \| dr. Jaklovics Ferenc \| Nagyatád \| \| 7. \| Varga László \| Marcali \| \| 8. \| dr. Varga Ferenc \| Siófok \| \| 9. \| Horváth Ferenc \| Barcs \| \| 10. \| Nagyné Huszár Andrea \| Nagyatád \| \| 11. \| Bertalan Edit \| Nikla \| \| 12. \| Szakonyi Géza \| Siófok \| \| 13. \| Hanyecz Imre \| Marcali \| \| 14. \| Gombai Tibor \| Siófok \| \| 15. \| Burbucs László \| Barcs \| \| 16. \| Prohászka István \| Siófok \| |                      |           |      |
| További jelöltek |                      |           |      |
| 6. | dr. Jaklovics Ferenc | Nagyatád  |      |
| 7. | Varga László         | Marcali   |      |
| 8. | dr. Varga Ferenc     | Siófok    |      |
| 9. | Horváth Ferenc       | Barcs     |      |
| 10. | Nagyné Huszár Andrea | Nagyatád  |      |
| 11. | Bertalan Edit        | Nikla     |      |
| 12. | Szakonyi Géza        | Siófok    |      |
| 13. | Hanyecz Imre         | Marcali   |      |
| 14. | Gombai Tibor         | Siófok    |      |
| 15. | Burbucs László       | Barcs     |      |
| 16. | Prohászka István     | Siófok    |      |

| MDF | MDF                               | MDF      | MDF |
| --- | --------------------------------- | -------- | --- |
| |                                   |          |     |
| #. | Jelölt                            | Város    |     |
| 1. | Herényi Károly                    | Siófok   |     |
| 2. | Fógl József                       | Siófok   |     |
| 3. | dr. Gerencsér György              | Nagyatád |     |
| 4. | dr. Oláh Vilmos                   | Siófok   |     |
| 5. | Bauer Vendel                      | Barcs    |     |
| \| További jelöltek \| További jelöltek \| További jelöltek \| \| ---------------- \| --------------------------------- \| ---------------- \| \| 6. \| dr. Kozma Andrásné dr. Heccer Éva \| Barcs \| \| 7. \| Szalai István \| \| |                                   |          |     |
| További jelöltek |                                   |          |     |
| 6. | dr. Kozma Andrásné dr. Heccer Éva | Barcs    |     |
| 7. | Szalai István                     |          |     |

### Részvétel a középvárosokban
A Somogy megyei középvárosi kerületben 47 ezer szavazásra jogosult polgár lakott. A polgárok majdnem kétötöde Siófokon élt, míg háromötödük nagyjából egyenlően oszlott el Barcs, Marcali és Nagyatád városok között.
A 47 ezer polgár közül 19 ezer ment el voksolni (40%). Siófokon jóval az átlag alatt, míg Barcson jelentősen a fölött volt a választói kedv. Nagyatádon is az átlag fölött, míg Marcaliban lényegében azzal megegyezően voltak aktívak a polgárok.
A részvételi hajlandóság eltérő fokából az következett, hogy a siófoki polgárok súlya egyharmadnyit tett ki, míg a barcsiaké és a nagyatádiaké az egynegyedhez közelített, a marcaliaké pedig bő egyötödnyi volt.
(A megyei közgyűlési választókerületekben összesen 113 ezer szavazó ment el voksolni a 213 ezer választásra jogosultból. A kistelepülési választókerületben jóval magasabb volt a részvételi arány, közel 57%. Mivel ez a választókerület nagyjából három és félszer nagyobb volt a középvárosinál, így az átlag végül 53%-ot tett ki.)
| Város    | Választó- jogosult | Szavazó | Szavazó |
| Város    | Választó- jogosult | fő      | %       |
| -------- | ------------------ | ------- | ------- |
| Barcs    | 9 344              | 4 399   | 47,08%  |
| Marcali  | 10 010             | 3 921   | 39,17%  |
| Nagyatád | 10 030             | 4 321   | 43,08%  |
| Siófok   | 18 085             | 6 233   | 34,47%  |
| Összesen | 47 469             | 18 874  | 39,76%  |

| Város    | Szavazó | Belső arány |
| -------- | ------- | ----------- |
| Marcali  | 3 921   | 20,77%      |
| Nagyatád | 4 321   | 22,89%      |
| Barcs    | 4 399   | 23,31%      |
| Siófok   | 6 233   | 33,02%      |
| Összesen | 18 874  | 100%        |

Az érvénytelen szavazatok száma 667 volt (3,5%).

### Közgyűlési eredmények
| Lista    | Lista      | Érvényes szavazat | Érvényes szavazat | Küszöb | Képviselő | Képviselő |
| -------- | ---------- | ----------------- | ----------------- | ------ | --------- | --------- |
|          | MSZP       | 7 914             | 43,47%            | ✓      | 5         | 55,55%    |
|          | Somogyért  | 2 884             | 15,84%            | ✓      | 2         | 22,22%    |
|          | FKGP       | 2 187             | 12,01%            | ✓      | 1         | 11,11%    |
|          | Fidesz     | 1 585             | 8,71%             | ✓      | 1         | 11,11%    |
|          | SZDSZ      | 1 302             | 7,15%             | ✓      | 0         |           |
|          | KDNP       | 1 028             | 5,65%             | ✓      | 0         |           |
|          | MDF        | 830               | 4,56%             | ✓      | 0         |           |
|          | Munkáspárt | 475               | 2,61%             | ✗      | 0         |           |
| Összesen | Összesen   | 18 205            |                   | 4/8    | 9         |           |

| Szervezetek | Közgyűlési helyek | Közgyűlési helyek | Közgyűlési helyek | Közgyűlési helyek | Közgyűlési helyek | Közgyűlési helyek | Közgyűlési helyek | Közgyűlési helyek | Közgyűlési helyek | Közgyűlési helyek | Közgyűlési helyek | Közgyűlési helyek | Közgyűlési helyek | Közgyűlési helyek | Közgyűlési helyek | Közgyűlési helyek |
| Szervezetek | kis- települések  | kis- települések  | kis- települések  | kis- települések  | kis- települések  | kis- települések  | kis- települések  | kis- települések  | kis- települések  | közép- városok    | közép- városok    | közép- városok    | közép- városok    | közép- városok    |                   | Σ                 |
| ----------- | ----------------- | ----------------- | ----------------- | ----------------- | ----------------- | ----------------- | ----------------- | ----------------- | ----------------- | ----------------- | ----------------- | ----------------- | ----------------- | ----------------- | ----------------- | ----------------- |
| MSZP        |                   |                   |                   |                   |                   |                   |                   |                   |                   |                   |                   |                   |                   |                   | 9 + 5             | 14                |
| Somogyért   |                   |                   |                   |                   |                   |                   |                   |                   |                   |                   |                   |                   |                   |                   | 8 + 2             | 10                |
| FKGP        |                   |                   |                   |                   |                   |                   |                   |                   |                   |                   |                   |                   |                   |                   | 6 + 1             | 7                 |
| Fidesz      |                   |                   |                   |                   |                   |                   |                   |                   |                   |                   |                   |                   |                   |                   | 2 + 1             | 3                 |
| SZDSZ       |                   |                   |                   |                   |                   |                   |                   |                   |                   |                   |                   |                   |                   |                   | 2 + 0             | 2                 |
| KDNP        |                   |                   |                   |                   |                   |                   |                   |                   |                   |                   |                   |                   |                   |                   | 2 + 0             | 2                 |
| MDF         |                   |                   |                   |                   |                   |                   |                   |                   |                   |                   |                   |                   |                   |                   | 2 + 0             | 2                 |
| Összesen    |                   |                   |                   |                   |                   |                   |                   |                   |                   |                   |                   |                   |                   |                   | 31 + 9            | 40                |